# Philippe II de Nassau-Weilbourg
Philippe Ier de Nassau-Weilbourg (en allemand Philipp II von Nassau-Weilburg), né le 12 mars 1418, décédé le 19 mars 1492 à Mayence.
Il fut comte de Nassau-Weilbourg de 1429 à 1492.

## Famille
Fils de Philippe Ier de Nassau-Weilburg et de Élisabeth de Lorraine-Vaudémont.
En 1440, Philippe II de Nassau-Weilbourg épousa Marguerite von Loon zu Heinsberg, (fille du comte Jean III von Loon-Heinsberg).
Deux enfants sont nés de cette union :
- Jean III de Nassau-Weilbourg, (1441-1480), il épousa Élisabeth de Hesse, (1453-1489) (fille du landgrave Louis Ier de Hesse), deux enfants dont Louis Ier de Nassau-Weilbourg
- Philippe de Nassau-Weilbourg (1443-1471).

Veuf, Philippe II de Nassau-Weilbourg épousa en 1477 Véronique de Sayn-Wittegenstein (†1511).
Philippe II de Nassau-Weilbourg eut également deux enfants naturels :
- Philippe de Nassau, en 1459 il épousa Anne Kletenburg (postérité)
- Else de Nassau, en 1453 elle épousa Philippe de Sulzbach.

Philippe II de Nassau-Weilbourg appartint à la septième branche (Nassau-Weilbourg) issue de la première branche (Nassau-Wiesbaden) de la Maison de Nassau. La lignée de Nassau-Weilbourg appartient à la tige valmérienne qui donna plus tard des grands-ducs de Luxembourg.
Philippe II de Nassau-Weilbourg est l'ancêtre de l'actuel grand-duc Henri Ier de Luxembourg.